# Dieter Kraemer
Dieter Kraemer (* 8. Februar 1937 in Hamburg) ist ein deutscher Maler und Professor für Bildende Kunst, der in Köln lebt und arbeitet.

## Werdegang
1957 nahm Dieter Kraemer das Studium der Freien Grafik an der Hochschule für bildende Künste Hamburg auf. Es folgte 1958 ein Studium der Malerei bei Hann Trier an der Hochschule für bildende Künste in Berlin als Meisterschüler.
1963 wurde er an die Kölner Werkschulen berufen. Ab 1973 war Kraemer Professor für Malerei im Fachbereich „Kunst und Design“ an der Fachhochschule Köln und ab 1993 (bis 2003) Professor für Malerei an der Kunsthochschule für Medien Köln.
Dieter Kraemer ist Mitglied im Deutschen Künstlerbund.

## Kunstrichtung
Kraemer gehört stilistisch zu den Deutschen Realisten.
Seine bevorzugten Themen sind sogenannte „Snapshots alltäglicher Banalitäten“ und Stillleben aus dem Umfeld des Künstlers.

## Stipendien
- 1958: Studienstiftung des deutschen Volkes
- 1959: Bundesverband Deutscher Industrie (BDI)
- 1972: Cité Internationale des Arts Paris
- 1974: Volkswagen-Stiftung, Wolfsburg

## Preise
- 1973: Premio Roma, Biennale Florenz
- 1979: Villa Massimo, Rom
- 1981: Villa-Romana-Preis, Florenz